# Janiodes russea
Janiodes russea is een vlinder uit de familie nachtpauwogen (Saturniidae), onderfamilie Cercophaninae.
De wetenschappelijke naam van de soort is voor het eerst geldig gepubliceerd door Dognin in 1912.